# Образование в Костроме

## История

### Мужская классическая гимназия
Первое учебное заведение в Костроме — «Цифирная школа» — было открыто в 1722 году, в 1747 году создана Костромская духовная семинария, в 1786 году — Главное народное училище на Верхней Дебре, в 1805 году в Костроме было открыто уездное училище, а в 1814 — приходское.
С 1905 года начала действовать частная гимназия Рождественского.

### Женское образование в XIX веке
С Костромой связана история женского образования в России. В 1856 году, на основании доклада А. С. Норова Александр II повелел «приступить к соображениям об устройстве на первый раз в губернских городах женских школ, приближенных по курсу преподавания к гимназиям». В течение 1857 года было учреждено только одно открытое женское училище: 25 августа 1857 года было открыто «Григоровское училище 1-го разряда для девиц всех сословий», созданное на средства действительного статского советника А. Н. Григорова (капитал был получен как приданое за сестрой золотопромышленника П. В. Голубкова). Он вносил плату за уроки учителям, за наем квартиры для училища и отопление, а в 1859 году приобрел для училища земельный участок с Г-образным домом и другими строениями, принадлежавшие купцам Стригалёвым (ныне один из корпусов КГУ имени Н.А.Некрасова). После смерти Григорова 24 мая 1870 года училище было преобразовано в Григоровскую женскую гимназию, первую в России.
Тогда же в костромском обществе возникла идея открытия училища для подготовки учительниц церковно-приходских школ. Решено было купить участок с деревянным на каменном полуэтаже домом, прилегающий к мужской гимназии, принадлежавший коллежской советницы Чагиной. В 1883 году было собрано 15 тыс. руб., но их оказалось недостаточно. Епархиальное женское училище было построено в 1899-1904 гг. благодаря счастливому случаю: служащий мужской гимназии П. И. Сергеев выиграл в лотерею огромную сумму денег и передал её городу (ныне здание администрации Костромской области).

### Становление профессионального образования
Развитие профессионального образования в Костроме связано с именем Ф. В. Чижова, по завещанию которого были открыты два профессионально-технических училища: низшее химико-техническое (1894) и среднее механико-техническое (1897) для подготовки технического персонала для промышленных предприятий. Чижовские училища имели первоклассное оборудование и превосходный состав педагогов. Преподаватели набирались из выпускников столичных высших учебных заведений, а лучшие учащиеся посылались на стажировку за границу.

### Первый костромской вуз
В период подготовки к празднованию 300-летия династии Романовых комиссией при Государственной думе был принят проект учреждения педагогического института в Костроме. Будущему институту планировалось присвоить наименование «Романовского». Обучение должно было проводиться для обоих полов без взимания платы, но для окончивших заведение было необходимо прослужить в области обучения в течение 7 лет.
Однако реальная история костромского высшего образования началась с открытия 7 ноября 1918 года «Костромского государственного рабоче-крестьянского университета в память Октябрьской революции 1917 года». Декрет Совнаркома от 21 января 1919 года, подписанный В. И. Ульяновым-Лениным узаконил деятельность учебного заведения:

В ознаменование Октябрьской революции 1917 г, раскрепостившей трудящиеся массы от политического, экономического и духовного гнета со стороны имущих классов и открывшей им широкие пути к источникам знания и культуры, учредить государственные университеты в городах Костроме, Смоленске, Астрахани и Тамбове и преобразовать в государственные университеты бывшие Демидовский юридический лицей в Ярославле и педагогический институт в Самаре. Сроком открытия университетов считать день первой годовщины Октябрьской революции — 7 ноября 1918 г.
Университет занял здание Благородного Дворянского собрания на Павловской улице. Занятия в учебном заведении начались 17 ноября 1918 года с лекции приват-доцента, впоследствии ученого-антрополога с мировым именем Е. М. Чепурковского. Первым ректором университета стал Николай Гаврилович Городенский, преподаватель классической филологии. Университету удалось собрать превосходный состав преподавателей. На кафедрах гуманитарного факультета университета преподавали такие известные ученые, как Ф. А. Петровский (классическая философия), Б. А. Романов и А. Ф. Изюмов (история), А. И. Некрасов (история и теория искусств), В. Ф. Шишмарев (история западноевропейской литературы и романская филология), С. К. Шамбинаго (литературоведение), А. Л. Саккетти и Ю. П. Новицкий (право). Здесь делали первые шаги в преподавательской деятельности знаменитый пушкинист С. М. Бонди и будущий академик историк Н. М. Дружинин. Студенты Костромского университета могли услышать выступления наркома просвещения А. В. Луначарского, лекции Фёдора Сологуба о новой литературе и новом театре.
В составе университета первоначально действовали естественный, гуманитарный и лесной факультеты, а позже — педагогический и медицинский. Вследствие проводимой в стране политики равного доступа к образованию, в университет поступали малограмотные рабочие и крестьяне, которые могли зачисляться без экзаменов. Низкий образовательный уровень студентов, вызвал необходимость открытия просветительской ассоциации, которая включала высшую народную школу и губернское общество народных университетов. С 1919 года функцию подготовки студентов к учебе взял на себя появившийся при университете рабочий факультет. В 1921 году на всех факультетах учились 3333 студента.
В связи с тяжёлыми последствиями гражданской войны и переходом к НЭПу, Наркомпрос в 1921 году принял решение о закрытии или о реорганизации большинства молодых университетов. На базе Костромского университета были созданы два вуза — педагогический институт (Институт народного образования) и сельскохозяйственный. В последующие годы на базе университета были созданы несколько учебных заведений (техникумы и училища), которые неоднократно преобразовывались и меняли направление своей деятельности.

### Высшее образование в 1930—1960 годы
Начало форсированной индустриализации и развитие в Костроме предприятий текстильной, лёгкой и деревоперерабатывающей промышленности, а также текстильного машиностроения повлекло за собой острую нехватку квалифицированных кадров. В 1932 году в Костроме был открыт текстильный институт, который первоначально назывался льновтузом. Институт имел два отделения (прядильное и ткацкое), к которым позднее прибавились факультеты первичной обработки лубяных волокон (1937) и механико-энергетический (1938). Уровень подготовки первых студентов был крайне низкий, вступительные экзамены не проводились, — в результате отсев был огромный: в первый год на дневном и вечернем отделении обучалось около 200 студентов, через пять лет диплом об окончании получили лишь 72 человека. Из-за недостаточного количества студентов и низкого уровня их подготовки уже в 1933 году была предпринята попытка закрыть его, а в 1934 — объединить с Ивановским текстильным институтом . Успешное развитие КТИ позволило ему в 1994 году получить статус технологического университета.
В 1939 году решением Наркомпроса, в связи с политикой перехода на обязательное семилетнее обучение в школах страны, педагогическое училище, преемник первого костромского университета, было преобразовано в учительский институт. В 1946 году ему было присвоено имя Н. А. Некрасова, 125-летие со дня рождения которого тогда широко отмечалось в стране. После войны, в 1949 году учительский институт, который занимал здание Григоровской гимназии на улице Пятницкой, был повышен до статуса педагогического института (с 1994 года педагогический университет, с 1999 — Костромской государственный университет имени Н. А. Некрасова).
В том же году решением Министерства высшего образования СССР был создан Костромской сельскохозяйственный институт, расположившийся в здании бывшей Костромской духовной семинарии на улице 1 Мая. В 1958 году постановлением Совета Министров СССР было принято решение о переводе института на земли учебного хозяйства в посёлок Караваево с созданием учебно-производственного городка на площади более 200 га. В октябре 1964 года состоялось его открытие. Так возник первый в стране «вуз на земле» (ныне Костромская государственная сельскохозяйственная академия).

## Современное состояние
В настоящее время в городе действуют четыре государственных вуза — Костромской государственный университет имени Н. А. Некрасова, Костромской государственный технологический университет, Костромская государственная сельскохозяйственная академия и Военная академия радиационной, химической и биологической защиты и инженерных войск имени Маршала Советского Союза С. К. Тимошенко.

Имеются филиалы и представительства государственных и негосударственных вузов, средние профессиональные учебные заведения (музыкальное училище, медицинский колледж имени Героя Советского Союза С. А. Богомолова, училище культуры, автодорожный колледж, колледж бытового сервиса, лесомеханический колледж, машиностроительный техникум, технологический техникум, политехнический колледж, строительный техникум, торгово-экономический колледж, энергетический техникум имени Ф. В. Чижова), учреждения начального профессионального образования (колледжи и училища), планетарий.

В муниципальном подчинении находятся учреждения общего образования (лицеи, гимназии, школы, школа-интернат, вечерние сменные школы), учреждения дополнительного образования детей и дошкольные образовательные учреждения (детские сады). Шесть детских музыкальных школ и две школы искусств дают начальное музыкальное и художественное образование.